# Moon Knight (serial telewizyjny)
Moon Knight – amerykański superbohaterski serial dramatyczny na podstawie postaci o tym samym pseudonimie z komiksów wydawnictwa Marvel Comics. Twórcą serialu był Jeremy Slater, który odpowiadał za scenariusz, reżyserią zajęli się Mohamed Diab, Justin Benson i Aaron Moorhead. Tytułową rolę zagrał Oscar Isaac, a obok niego w głównych rolach wystąpili: May Calamawy, Karim El-Hakim, F. Murray Abraham, Ethan Hawke, Ann Akinjirin, David Ganly, Khalid Abdalla, Gaspard Ulliel, Antonia Salib, Fernanda Andrade, Rey Lucas oraz Saba Mubarak i Sofia Danu.
Serial zadebiutował 30 marca 2022 roku w serwisie Disney+. W Polsce pojawił się 14 czerwca tego samego roku. Jest on częścią franczyzy Filmowego Uniwersum Marvela; należy do IV Fazy tego uniwersum i stanowi część jej drugiego rozdziału zatytułowanego The Multiverse Saga.

## Obsada

### Główna
- Oscar Isaac jako Marc Spector / Moon Knight, Steven Grant / Mr. Knight i Jake Lockley. Spector to najemnik cierpiący na zaburzenia dysocjacyjne tożsamości, który staje się awaterem egipskiego boga księżyca Chonsu i wymierza sprawiedliwość w jego imieniu jako „Moon Knight”[2][3][4]. Jego drugą osobowością jest Grant, pracownik sklepu z pamiątkami, którą wytworzył jako dziecko; kiedy Grant dowiaduje się o istnieniu Spectora przyjmuje superbohaterskie alterego „Mr. Knight”[5][6][7]. Spector ma jeszcze jedną osobowość, zabójcę Jake’a Lockleya, o której ani on, ani Grant nie wiedzą[8]. Carlos Sanchez zagrał Marca jako dziecko, a David Jake Rodriguez jako nastolatka[9].
- May Calamawy jako Layla El-Faouly / Scarlet Scarab, archeolog i żona Spectora, która zostaje awatarem Tawaret z alterego Scarlet Scarab[10][11][7][12].
- F. Murray Abraham i Karim El-Hakim jako Chonsu, egipski bóg księżyca. Abraham udzielił głosu postaci, a El Hakim zagrał ją na planie za pomocą techniki motion-capture[13][7].
- Ethan Hawke jako Arthur Harrow, fanatyk religijny i przywódca kultu, który postrzega Moon Knighta jako przeszkodę[14][15].
- Ann Akinjirin jako Bobbi Kennedy, policjantka i członek kultu Harrowa[16].
- David Ganly jako Billy Fitzgerald, policjant i członek kultu Harrowa[16].
- Khalid Abdalla jako Selim, awatar Ozyrysa i przywódca Rady Bogów[17].
- Gaspard Ulliel jako Anton Mogart, kolekcjoner antyków, mieszkający w Egipcie[18][17].
- Antonia Salib jako Tawaret, egipska bogini płodności i porodu, opiekunka matek i dzieci[19].
- Fernanda Andrade jako Wendy Spector, matka Marca i żona Eliasa[20].
- Rey Lucas jako Elias Spector, ojciec Marca i mąż Wendy[20].
- Saba Mubarak i Sofia Danu jako Ammit, egipska bogini, którą Harrow planuje uwolnić. Mubarak udzieliła głosu postaci, a Danu zagrała ją na planie za pomocą techniki motion-capture[21].

| Polski dubbing |
| - Michał Czernecki jako Marc Spector / Moon Knight, Steven Grant / Mr. Knight i Jake Lockley - Karolina Honchera jako Layla El-Faouly - Tomasz Marzecki jako Chonsu - Tomasz Dedek jako Arthur Harrow - Joanna Halinowska jako Bobbi Kennedy - Stanisław Biczysko jako Billy Fitzgerald - Marcin Mroziński jako Selim - Krzysztof Grabowski jako Anton Mogart - Natalia Kujawa jako Tawaret - Agata Góral jako Wendy Spector - Leszek Zduń jako Elias Spector |

### Gościnna
- Lucy Thackeray jako Donna, współpracowniczka Granta[23].
- Saffron Hocking jako Dylan, współpracownik Granta[24].
- Alexander Cobb jako J.B., ochroniarz, pracujący w muzeum[24].
- Shaun Scott jako Crawley, żyjąca statua[25].
- Barbara Rosenblat jako Lagaro, fałszerz paszportów, która znała ojca El-Faouly[17].
- Loic Mabanza jako Bek, szef ochrony Mogarta[17].
- Díana Bermudez jako Yatzil, awatar bogini miłości, Hathor, członkini Rady Bogów[17].
- Hayley Konadu jako awatar Tefnut, członek Rady Bogów[26].
- Declan Hannigan jako awatar Horus, członek Rady Bogów[26].
- Nagisa Morimoto jako awatar Izydy, członkini Rady Bogów[26].
- Claudio Fabian Contreras jako Randall „RoRo” Spector, młodszy brat Marca i syn Wendy i Eliasa[9].
- Usama Soliman jako Abdallah El-Faouly, ojciec May[9].

## Emisja
Moon Knight zadebiutował 30 marca 2022 roku w serwisie Disney+. Całość składa się z 6 odcinków. W Polsce cały serial pojawił się 14 czerwca tego samego roku, równocześnie z uruchomieniem Disney+.

## Lista odcinków
| Nr | Tytuł                | Tytuł polski         | Reżyseria                     | Scenariusz                                  | Premiera (Disney+) | Premiera w Polsce (Disney+) |
| -- | -------------------- | -------------------- | ----------------------------- | ------------------------------------------- | ------------------ | --------------------------- |
| 1  | The Goldfish Problem | Zagadka złotej rybki | Mohamed Diab                  | Jeremy Slater                               | 30 marca 2022      | 14 czerwca 2022             |
| 2  | Summon the Suit      | Wezwij strój         | Justin Benson, Aaron Moorhead | Michael Kastelein                           | 6 kwietnia 2022    | 14 czerwca 2022             |
| 3  | The Friendly Type    | Prawie przyjaciel    | Mohamed Diab                  | Beau DeMayo, Peter Cameron, Sabir Pirzada   | 13 kwietnia 2022   | 14 czerwca 2022             |
| 4  | The Tomb             | Grobowiec            | Justin Benson, Aaron Moorhead | Alex Meenehan, Peter Cameron, Sabir Pirzada | 20 kwietnia 2022   | 14 czerwca 2022             |
| 5  | Asylum               | Psychiatryk          | Mohamed Diab                  | Rebecca Kirsch, Matthew Orton               | 27 kwietnia 2022   | 14 czerwca 2022             |
| 6  | Gods and Monsters    | Bogowie i potwory    | Mohamed Diab                  | Jeremy Slater, Peter Cameron, Sabir Pirzada | 4 maja 2022        | 14 czerwca 2022             |

## Produkcja

### Rozwój projektu

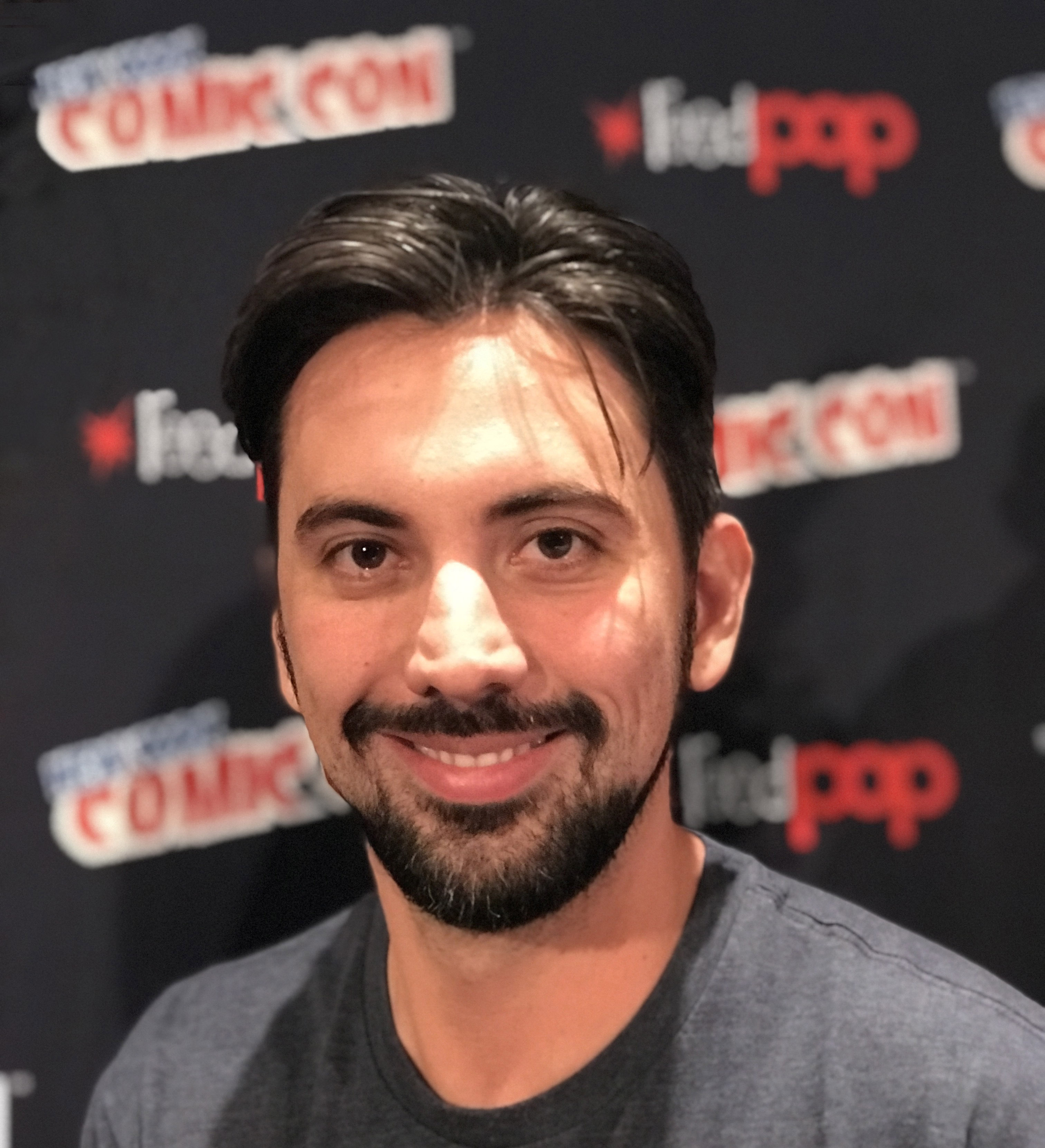
Jeremy Slater, twórca i główny scenarzysta serialu

W październiku 2006 roku Marvel Studios nawiązało współpracę z No Equal Entertainment dotyczącą produkcji serialu telewizyjnego o postaci Marca Spectora / Moon Knighta. W 2008 roku Jon Cooksey został zatrudniony jako scenarzysta, jednak serial nie został zrealizowany.
We wrześniu 2018 roku ujawniono, że Marvel Studios jest w trakcie rozwoju kilku limitowanych seriali na potrzebę serwisu Disney+. Kevin Feige miał odpowiadać za te seriale podobnie jak w przypadku filmów, których jest producentem. W sierpniu, podczas D23 Expo Feige zapowiedział serial Moon Knight, który będzie wchodził w skład IV Fazy uniwersum. W listopadzie Jeremy Slater został zatrudniony na stanowisko głównego scenarzysty. W jego zespole znaleźli się: Michael Kastelein, Beau DeMayo, Peter Cameron, Sabir Pirzada, Alex Meenehan, Rebecca Kirsch, Matthew Orton i Danielle Iman. W styczniu 2020 roku ujawniono, że wspomagać będzie go Beau DeMayo. W październiku poinformowano, że Mohamed Diab zajmie się reżyserią serialu. W styczniu 2021 roku ujawniono, że do Diaba dołączą Justin Benson i Aaron Moorhead. W lipcu 2022 roku wyjawiono, że serial wchodzi w skład The Multiverse Saga.

### Casting
W październiku 2020 roku Oscar Isaac rozpoczął negocjacje dotyczące tytułowej roli w serialu. Miesiąc później potwierdzono jego udział. W styczniu 2021 roku do obsady dołączyli May Calamawy i Ethan Hawke. W lipcu pojawiła się informacja, że w serialu zagra Gaspard Ulliel.

### Zdjęcia
Zdjęcia do serialu rozpoczęły się 30 kwietnia 2021 roku w Budapeszcie pod roboczym tytułem Good Faith. Zdjęcia zrealizowano również w Wadi Rum w Jordanii oraz w Atlancie. Prace na planie zakończyły się na początku października. Za zdjęcia odpowiadał Gregory Middleton, scenografią zajęła się Stefania Cella, a kostiumy zaprojektowała Meghan Kasperlik. W połowie listopada zrealizowano dokrętki.

## Odbiór

### Krytyka w mediach
Serial spotkał się z pozytywną reakcją krytyków. W serwisie Rotten Tomatoes 86% z 240 recenzji uznano za pozytywne, a średnia ocen wystawionych na ich podstawie wyniosła 7,65/10. Na portalu Metacritic średnia ważona ocen z 27 recenzji wyniosła 69 punktów na 100.

### Nagrody i nominacje
| Rok  | Ceremonia                                   | Kategoria | Nominowani | Rezultat  | Przypis       |
| ---- | ------------------------------------------- | --- | --- | --------- | ------------- |
| 2022 | MTV Movie & TV Awards                       | Najlepszy bohater | Oscar Isaac | Nominacja | [ 55 ]        |
| 2022 | Hollywood Critics Association TV Awards     | Najlepszy aktor w serialu limitowanym lub antologii (streaming)                                                                                        | Oscar Isaac | Nominacja | [ 56 ]        |
| 2022 | Hollywood Critics Association TV Awards     | Najlepszy aktor drugoplanowy w serialu limitowanym lub antologii (streaming)                                                                           | Ethan Hawke | Nominacja | [ 56 ]        |
| 2022 | Hollywood Critics Association TV Awards     | Najlepszy scenariusz w serialu limitowanym lub antologii (streaming)                                                                                   | Jeremy Slater (za odcinek „Zagadka złotej rybki”) | Nominacja | [ 56 ]        |
| 2022 | Primetime Creative Arts Emmy Awards         | Najlepsza gra głosem | F. Murray Abraham (za odcinek „Prawie przyjaciel”) | Nominacja | [ 57 ] [ 58 ] |
| 2022 | Primetime Creative Arts Emmy Awards         | Najlepsza kompozycja muzyczna w serialu limitowanym, antologii, filmie telewizyjnym lub programie specjalnym (orygnalna dramatyczna ścieżka dźwiękowa) | Hesham Nazih (za odcinek „Psychiatryk”) | Nominacja | [ 57 ] [ 58 ] |
| 2022 | Primetime Creative Arts Emmy Awards         | Najlepsze kostiumy w produkcji fantastycznonaukowej lub fantasy                                                                                        | Meghan Kasperlik, Martin Mandeville, Richard Davies, Wilberth Gonzalez (za odcinek „Bogowie i potwory”) | Nominacja | [ 57 ] [ 58 ] |
| 2022 | Primetime Creative Arts Emmy Awards         | Najlepsze zdjęcia w serialu limitowanym, antologii lub filmie telewizyjnym                                                                             | Gregory Middleton (za odcinek „Psychiatryk”) | Nominacja | [ 57 ] [ 58 ] |
| 2022 | Primetime Creative Arts Emmy Awards         | Najlepszy dźwięk w serialu limitowanym, antologii lub filmie telewizyjnym                                                                              | Bonnie Wild, Scott Michael Smith, Scott R. Lewis, Tamás Csaba (za odcinek „Bogowie i potwory”) | Wygrana   | [ 57 ] [ 58 ] |
| 2022 | Primetime Creative Arts Emmy Awards         | Najlepszy montaż dźwięku w serialu limitowanym, antologii, filmie telewizyjnym lub programie specjalnym                                                | Anele Onyekwere, Bonnie Wild, Carl Sealove, Dan O’Connell, Ian Chase, Joel Raabe, John T. Cucci, Kimberly Patrick, Leo Marcil, Mac Smith, Matthew Hartman, Stephanie Lowry, Teresa Eckton, Tim Farrell, Vanessa Lapato (za odcinek „Bogowie i potwory”) | Nominacja | [ 57 ] [ 58 ] |
| 2022 | Primetime Creative Arts Emmy Awards         | Najlepsza koordynacja występów kaskaderskich w serialu dramatycznym, limitowanym, antologii lub filmie telewizyjnym                                    | Olivier Schneider, Yves Girard | Nominacja | [ 57 ] [ 58 ] |
| 2022 | Primetime Creative Arts Emmy Awards         | Najlepszy występ kaskaderski | Daren Nop, Jamel Blissat, Estelle Darnault, Sara Leal (za odcinek „Bogowie i potwory”) | Nominacja | [ 57 ] [ 58 ] |
| 2022 | Saturn Awards                               | Najlepszy serial limitowany w mediach strumieniowych                                                                                                   | Moon Knight | Nominacja | [ 59 ] [ 60 ] |
| 2022 | Saturn Awards                               | Najlepszy aktor w serialu dla mediów strumieniowych | Oscar Isaac | Wygrana   | [ 59 ] [ 60 ] |
| 2022 | Saturn Awards                               | Najlepszy aktor drugoplanowy w serialu dla mediów strumieniowych                                                                                       | Ethan Hawke | Nominacja | [ 59 ] [ 60 ] |
| 2022 | People’s Choice Awards                      | Najlepszy serial fantastycznonaukowy / fantasy | Moon Knight | Nominacja | [ 61 ]        |
| 2022 | People’s Choice Awards                      | Najlepszy aktor serialowy | Oscar Isaac | Nominacja | [ 61 ]        |
| 2022 | Online Film & Television Association Awards | Najlepszy aktor w filmie, serialu limitowanym lub antologii                                                                                            | Oscar Isaac | Nominacja | [ 62 ]        |
| 2022 | Online Film & Television Association Awards | Najlepszy dobór obsady w filmie, serialu limitowanym lub antologii                                                                                     | Moon Knight | Nominacja | [ 62 ]        |
| 2022 | Online Film & Television Association Awards | Najlepsza rola głosowa | F. Murray Abraham | Nominacja | [ 62 ]        |
| 2022 | Online Film & Television Association Awards | Najlepsza muzyka w filmie, serialu limitowanym lub antologii                                                                                           | Hesham Nazih | Nominacja | [ 62 ]        |
| 2022 | Online Film & Television Association Awards | Najlepszy montaż w filmie, serialu limitowanym lub antologii                                                                                           | Cedric Nairn-Smith, Joan Sobel, Ahmed Hafez | Nominacja | [ 62 ]        |
| 2022 | Online Film & Television Association Awards | Najlepsze zdjęcia w filmie, serialu limitowanym lub antologii                                                                                          | Gregory Middleton, Andrew Droz Palermo | Nominacja | [ 62 ]        |
| 2022 | Online Film & Television Association Awards | Najlepsza scenografia w produkcji fantastycznonaukowej / fantasy                                                                                       | Stefania Cella | Nominacja | [ 62 ]        |
| 2022 | Online Film & Television Association Awards | Najlepsze kostiumy w produkcji fantastycznonaukowej / fantasy                                                                                          | Meghan Kasperlik | Nominacja | [ 62 ]        |
| 2022 | Online Film & Television Association Awards | Najlepszy montaż muzyki w serialu | Moon Knight | Nominacja | [ 62 ]        |
| 2022 | Online Film & Television Association Awards | Najlepszy montaż dźwięku w programie nieseryjnym | Moon Knight | Nominacja | [ 62 ]        |
| 2022 | Online Film & Television Association Awards | Najlepszy montaż muzyki w programie nieseryjnym | Moon Knight | Nominacja | [ 62 ]        |
| 2022 | Online Film & Television Association Awards | Najlepsze efekty specjalne | Moon Knight | Nominacja | [ 62 ]        |
| 2022 | Online Film & Television Association Awards | Najlepsza praca kaskaderów | Moon Knight | Nominacja | [ 62 ]        |
| 2022 | Gold Derby Television Awards                | Najlepszy aktor w serialu limitowanym lub filmie telewizyjnym                                                                                          | Oscar Isaac | Nominacja | [ 63 ]        |
| 2022 | Gold Derby Television Awards                | Najlepszy aktor drugoplanowy w serialu limitowanym lub filmie telewizyjnym                                                                             | Ethan Hawke | Nominacja | [ 63 ]        |
| 2023 | Amerykańska Gildia Scenografów              | Najlepsza scenografia w filmie telewizyjnym lub w serialu limitowanym                                                                                  | Stefania Cella | Nominacja | [ 64 ]        |
| 2023 | Critics Choice Super Awards                 | Najlepszy aktor w superbohaterskim serialu, serialu limitowanym lub filmie telewizyjnym                                                                | Oscar Isaac | Nominacja | [ 65 ]        |
| 2023 | Critics Choice Super Awards                 | Najlepszy czarny charakter w serialu, serialu limitowanym lub filmie telewizyjnym                                                                      | Ethan Hawke | Nominacja | [ 65 ]        |